# 우베 볼
우베 볼(Uwe Boll, 1965년 6월 22일 ~ )은 영화 감독이다.
노르트라인베스트팔렌주 베르멜스키르첸에서 출생하여, 쾰른 대학교에서 문학박사 학위를 받았고, 지겐 대학교에서 수학하였다. 아마추어 복서 출신이며, 게임을 모델로 한 영화를 주로 제작하였다. 1992년, 영화 제작사 볼 KG 프로덕션스를 설립하여 대표자로 재직하였다. 영화감독으로서는 켄터키 프라이드 무비(Kentucky Fried Movie)를 독일 식으로 재해석한 저맨 프라이드 무비(German Fried Movie)로 데뷔했다.
감독한 작품 중 2000년작 『레저렉션 2』의 경우 2001년 1월 13일에 대한민국에 극장 개봉되어 87명의 관객수를 기록하였고, 그 외의 수입된 영화는 DVD나 VOD 등으로 출시되었다.
그의 작품은 종종 줄거리의 개연성이나 흐름, 캐릭터들의 심도가 실종하였다는 비판을 받곤 한다.

## 영화
| 제작년도 | 제목                                                           | 분야                   | 형식       | 대한민국 개봉   | 수입사                            |
| 1991     | 저맨 프라이드 무비(German Fried Movie)                         | 연출, 각본, 촬영, 제작 | 비디오영화 |                 |                                   |
| 1993     | 바쉘: 제네바의 살인자 (Barschel - Mord in Genf?)               | 연출, 각본, 제작       |            |                 |                                   |
| 1994     | 광적살인 (Amoklauf)                                            | 연출, 각본             |            |                 |                                   |
| 1997     | 1학기 (Das Erste Semester)                                     | 연출, 각본, 기획       |            |                 |                                   |
| 2000     | 레저렉션 2 (Sanctimony)                                        | 연출, 각본, 제작       | TV영화     | 2001.1.13       | ㈜우성시네마                      |
| 2000     | 리얼 킬러 (Angels Don't Sleep Here)                            | 기획                   |            |                 |                                   |
| 2000     | 사랑, 돈, 사랑 (L'amour, L'argent, L'amour)                    | 공동제작               |            |                 |                                   |
| 2003     | 하트 오브 아메리카 (Heart Of America)                          | 연출, 각본, 기획       |            |                 |                                   |
| 2002     | 블랙우즈 (Blackwoods)                                          | 연출, 각본, 기획       |            |                 |                                   |
| 2003     | 하우스 오브 더 데드 (House of the Dead)                        | 연출, 제작             |            | DVD출시         | ㈜우성엔터테인먼트                |
| 2005     | 블러드 레인(BloodRayne)                                        | 연출, 기획             |            | DVD출시         | 이십세기폭스코리아㈜              |
| 2005     | 어론 인 더 다크 (Alone In The Dark)                            | 연출, 기획             |            | DVD츨시         | ㈜아이비젼엔터테인먼트            |
| 2007     | 왕의 이름으로 (In the Name of the King : A Dungeon Siege Tale) | 연출, 제작             |            | TV방영 VOD 출시 | ㈜크래커픽쳐스                    |
| 2007     | 포스탈(Postal)                                                 | 연출, 각본, 기획, 제작 |            | VOD 출시        | ㈜제이에이와이이엔터테인먼트      |
| 2007     | 씨드(Seed)                                                     | 연출, 각본, 기획       |            |                 |                                   |
| 2007     | 블러드 레인 2 (BloodRayne II: Deliverance)                     | 연출, 기획             |            |                 |                                   |
| 2008     | 어론 인 더 다크 2(Alone In The Dark II)                        | 제작                   | 비디오영화 |                 |                                   |
| 2008     | 터널 랫츠(Tunnel Rats)                                         | 연출, 각본, 기획       |            | VOD 출시        | ㈜제이에이와이이엔터테인먼트      |
| 2008     | 파 크라이(Far Cry)                                             | 연출, 제작             |            | VOD 출시        | ㈜크래커픽쳐스                    |
| 2009     | 파이널 스톰(Final Storm)                                       | 연출, 제작             |            |                 |                                   |
| 2009     | 램페이지: 더 테러리스트(Rampage)                               | 연출, 각본, 제작       |            | VOD 출시        | ㈜도키엔터테인먼트                |
| 2009     | 스토익(Stoic)                                                  | 연출, 제작             |            |                 |                                   |
| 2009     | 더르퍼(Darfur)                                                 | 연출, 각본, 제작       |            |                 |                                   |
| 제작중   | 블러드레인 3 (BloodRayne : The Third reich)                    | 연출                   |            |                 |                                   |
| 2011     | 왕의 이름으로 2 (In the Name of the King 2)                    | 연출, 제작             |            | 2014.4.3        | ㈜소나무픽쳐스                    |
| 2011     | 블럽베렐라 (Blubberella)                                       | 연출, 각본, 주연       |            |                 |                                   |
| 2013     | 월스트리트: 분노의 복수 (Assault On Wall Street)               | 연출, 각본             |            | 2014.5.15       | ㈜페어팍스인터내셔날 ㈜누리픽쳐스 |
| 2014     | 램페이지 2(Rampage 2)                                          | 연출, 각본             |            |                 | ㈜도키엔터테인먼트                |

## 주요 사건
- 게임 월드 오브 워크래프트를 영화화 하려고, 제작사인 블리자드에 제안하였으나 거절당함
- 자신의 영화를 비평하는 평론가와 권투 시합을 해서 이김
- 왕의 이름으로 2 촬영 도중 폭발 사건이 일어남
- 자신의 영화를 비평하자, 100만명 이상 서명이 모이면 영화 활동을 그만두겠다고 함
- 독일에서 제정된 법안 하나를 폐지하게 만들어 놓음. 독일에는 재벌이나 갑부가 예술가에게 스폰서를 해주고 그 영수증을 독일 국세청에 납부하면 스폰서 금액만큼 세금을 낸 것으로 처리해주는 법안이 존재했었는데 우베 볼이 이 법안을 악용하여 계속 돈을 빼먹으면서 영화는 졸작으로 찍었다. 이게 드러나자 해당 법안이 폐지되었다.

## 기타
그가 태어난 날 대한민국에슨 한일기본조약이 체결되었다.

## 대중매체에서의 우베 볼
- 게임 포스탈 3 - (찬조 출연)